# Le Fou
Le Fou es una opera en tres actos de Marcel Landowski sobre un libreto del compositor aumentada por un extracto de une somme de poésie ("un sueño de poesía") de Patrice de la Tour du Pin. Se estrenó en Nancy el 1 de febrero de 1956 sobre Jane Rhodes bajo la dirección de Jésus Etcheverry.

## Argumento
Los habitantes de una ciudad asediada sufren la guerra. Entre ellos, el sabio Peter Bell vive un drama interior pues él ha descubierto un arma absoluta que puede salvar la villa, pero se cree que esta arma posee un poder destructivo.